# Döndrub Tseten Dorje
Döndrub Tseten Dorje was een koning uit de Rinpung-dynastie die heerste over de regio Tsang in Tibet. Hij volgde zijn vader Ngawang Namgyal op rond 1550. Zelf werd hij opgevolgd door zijn broer Ngawang Jigme Dragpa.